# ふざけんなよ
「ふざけんなよ」は、吉田拓郎が1985年4月21日にリリースした楽曲である。発売元はフォーライフ・レコード（現・フォーライフミュージックエンタテイメント）。

## 概要
アルバム『俺が愛した馬鹿』からの先行シングルで、日本テレビ系ドラマ『ニッポン親不孝物語』の主題歌として起用された。
2015年4月22日に名倉七海がカバーシングルを発表した。

## 収録曲
- 全作詞・作曲：吉田拓郎、編曲：瀬尾一三

Side:A
1. ふざけんなよ（4分6秒）

Side:B
1. 夏が見えれば（3分50秒）

## 収録ディスク

### アルバム
ふざけんなよ
- 『俺が愛した馬鹿』（1985年）
- 『The 吉田拓郎』（1986年）

夏が見えれば
- 『俺が愛した馬鹿』（1985年）

## カバー
ふざけんなよ
- 名倉七海（2015年、シングル「ふざけんなよ」収録）